# 가네코 겐타로
가네코 겐타로(金子 堅太郎 카네코 켄타로[*], 1853년 2월 4일 ~ 1942년 5월 16일)는 일본의 정치인, 외교관이다. 이와쿠라 사절단으로 미국에 건너가 하버드 대학교에서 수학하고 1876년 졸업했다. 일본으로 돌아와 원로원에서 메이지 헌법의 제정에 참여했다. 1890년 귀족원 초대 서기관장을 지냈으며, 이후 이토 히로부미 내각에서 농상무대신, 사법대신 등을 지내고 니혼 법률학교 교장을 지냈다.
1904년 러일전쟁이 발발하자 미국에 사절로 건너가 대미 외교 활동에 나섰다. 1907년 자작이 되었으며, 이후 일미협회(日米協会) 등 미국과의 관계 증진을 위해 활동했다. 1942년 사후 국화장을 수훈했다.

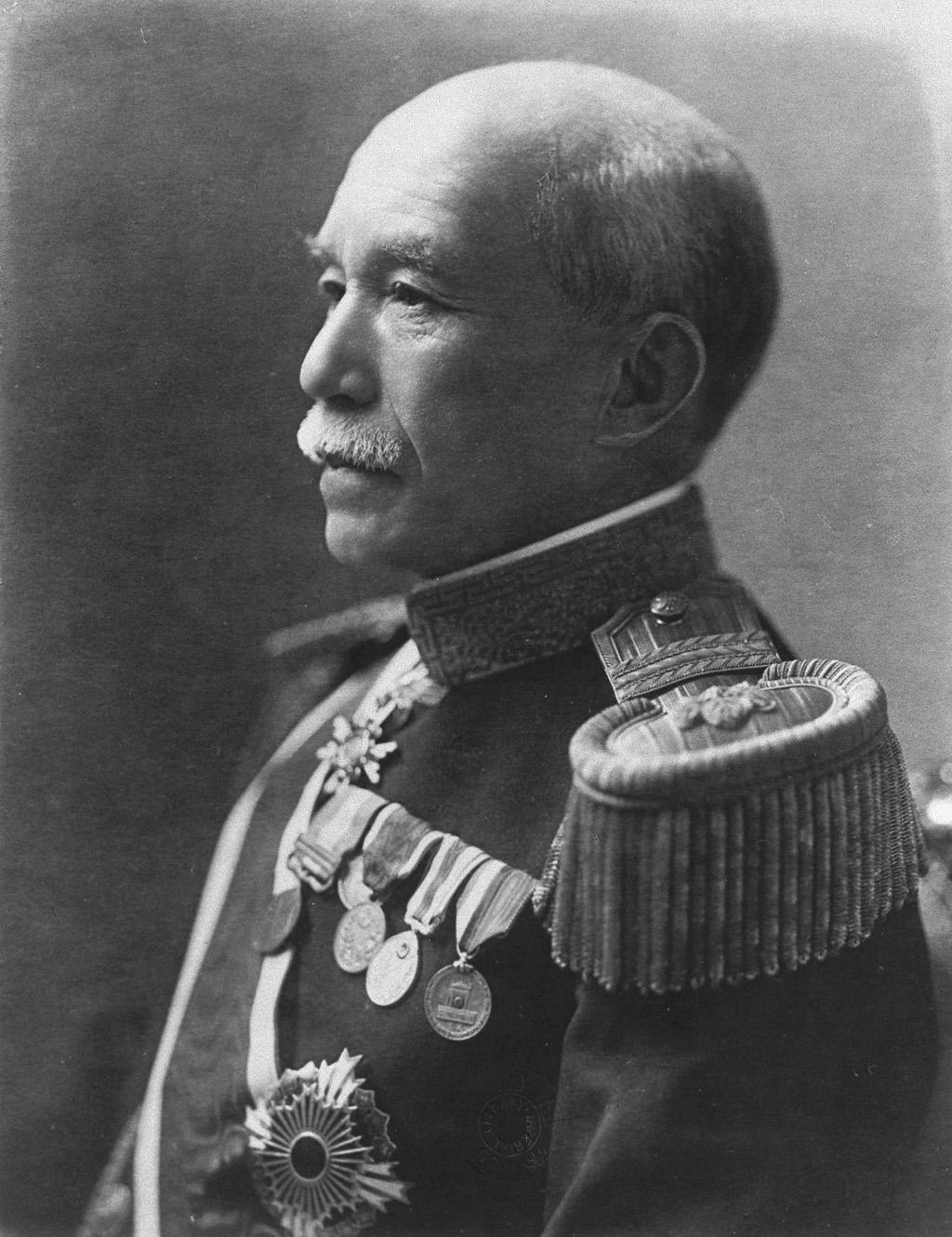
1942년의 모습